# Hierodiácono

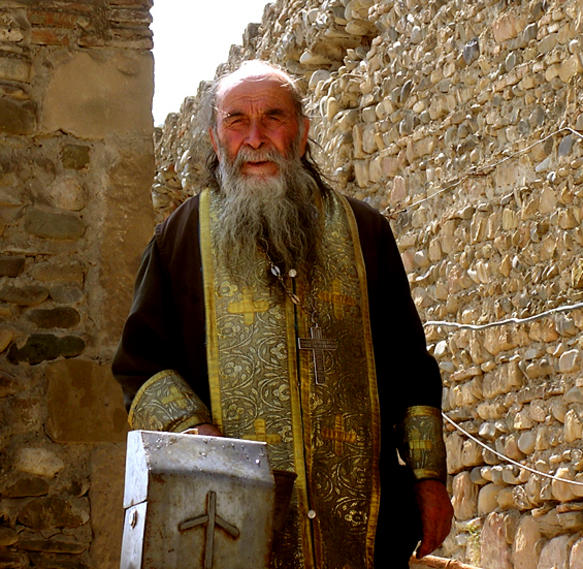
Un sacerdote de la Iglesia ortodoxa de Georgia.

Un hierodiácono (en griego: Ηεροδιάκονος, Ierodiákonos; eslavo: Ierodiakón), a veces traducida "diácono-monje" es un monje que ha sido ordenado diácono en el cristianismo ortodoxo oriental.
El término se traduce literalmente como "sagrado-diácono". De acuerdo con el uso general y arcaico del griego bizantino temprano, se usa adjetivo "sagrado", Ηερο, para describir las cosas monásticas. Suele confundirse con el cargo paralelo de hieromonje.
Normalmente, para el diaconado, un hombre debe estar casado o tonsurado como monje. Si tiene el permiso de su obispo, se puede retrasar su matrimonio hasta después de ser ordenado diácono. También puede retrasar su ordenación al sacerdocio hasta después de la boda, ya que después de la ordenación sacerdotal no está permitido casarse.
En la jerarquía eclesiástica, un hierodiácono o diácono secular (es decir, casado) es de menor dignidad que un sacerdote (ya sean casados o monjes). Dentro de los diáconos, se les ordena por precedencia, según la fecha de su ordenación. Por encima de un hierodiácono se sitúan los Archidiáconos y protodiáconos.
El título de cortesía para referirse a un hierodiácono es "Reverendo hierodiácono (nombre)." La forma correcta para nombrarle es "hierodiácono (nombre)", "Padre hierodiácono (nombre)", o "Padre hierodiácono".